# Fraroz
Fraroz ist eine französische Gemeinde im Département Jura in der Region Bourgogne-Franche-Comté.

## Geographie
Fraroz liegt auf 948 m, etwa 14 Kilometer östlich der Stadt Champagnole (Luftlinie). Das Bauerndorf erstreckt sich im Jura, auf einer ausgedehnten Hochfläche zwischen der Quelle des Ain respektive dem Val de Mièges und der Jurakette der Haute Joux.
Die Fläche des 6,22 km² großen Gemeindegebiets umfasst einen Abschnitt des französischen Juras. Das gesamte Gebiet wird von einer Hochfläche eingenommen, die durchschnittlich auf 920 m liegt. Sie weist nur sehr geringe Reliefunterschiede auf und ist hauptsächlich von Wies- und Weideland, im südlichen Teil auch von Wald bedeckt. Dieses Hochplateau zeigt keine oberirdischen Fließgewässer, weil das Niederschlagswasser im verkarsteten Untergrund versickert. In einigen Mulden, welche durch Mergel- und Tonschichten abgedichtet sind, konnten sich Hochmoore und einzelne Moorweiher entwickeln. Nach Süden erstreckt sich das Gemeindeareal mit einem schmalen Zipfel über einen steilen, teils von Felswänden durchzogenen Hang auf die dicht bewaldete Höhe der Haute Joux. Auf dieser Jurakette wird mit 1222 m die höchste Erhebung von Fraroz erreicht. 
Nachbargemeinden von Fraroz sind Rix und La Latette im Norden, Cerniébaud im Osten, Le Crouzet im Süden sowie Arsure-Arsurette und Billecul im Westen.

## Geschichte
Im Mittelalter gehörte Fraroz zur Herrschaft Nozeroy. Der Ortschaft wurden im 14. Jahrhundert gewisse Freiheitsrechte zugesprochen, um die Besiedlung des Gebietes zu fördern. Zusammen mit der Franche-Comté gelangte das Dorf mit dem Frieden von Nimwegen 1678 an Frankreich.

## Sehenswürdigkeiten

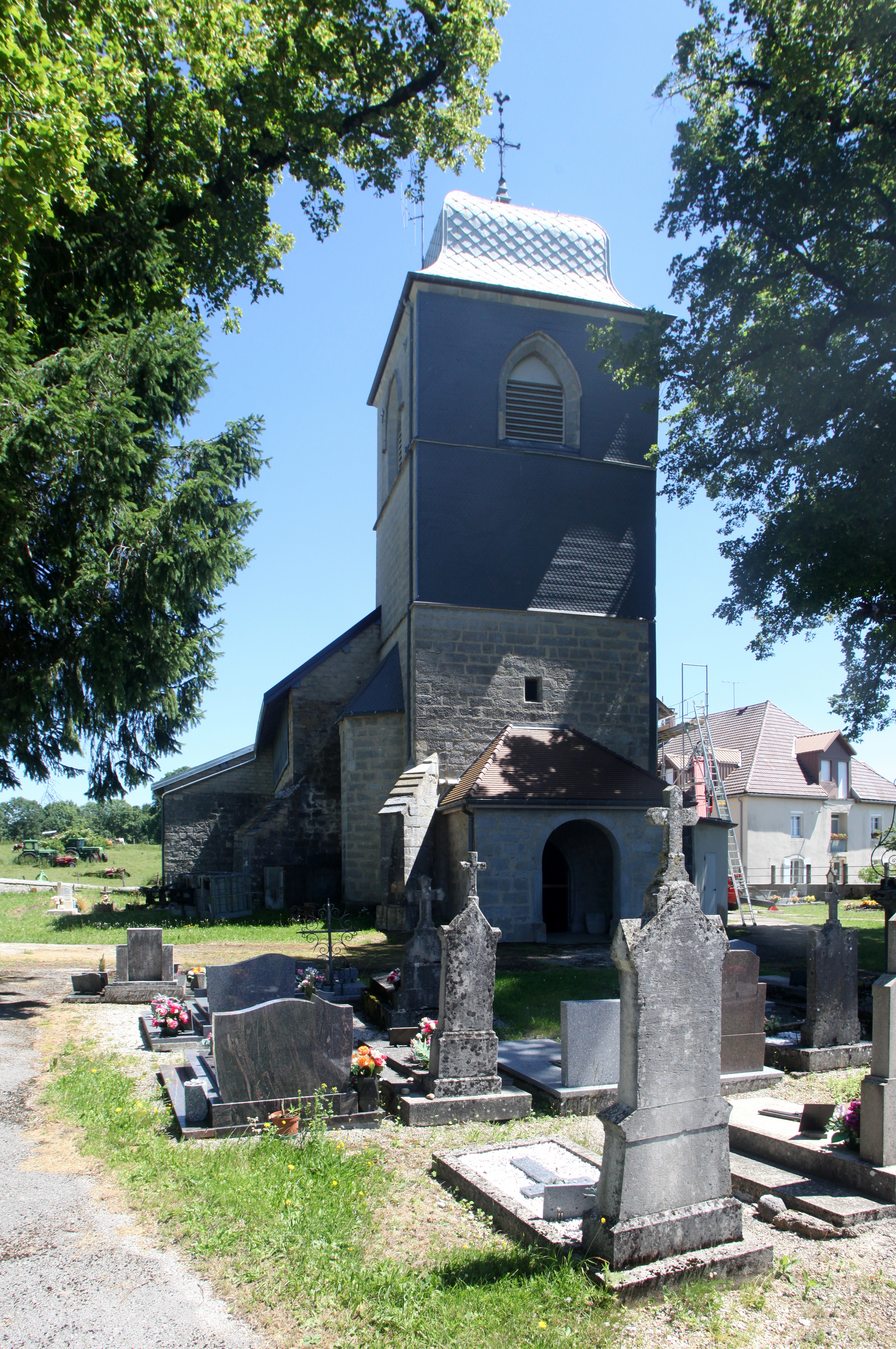
Kirche St. Peter und Paul

Die Dorfkirche St. Peter und Paul in Fraroz wurde im 18. Jahrhundert erbaut und besitzt einen oktogonalen Chor sowie ein bemerkenswertes Altarretabel aus der Erbauungszeit.

## Bevölkerung
| Jahr                       | 1962 | 1968 | 1975 | 1982 | 1990 | 1999 | 2004 | 2018 |
| Einwohner                  | 57   | 47   | 42   | 43   | 40   | 41   | 49   | 50   |
| Quellen: Cassini und INSEE |      |      |      |      |      |      |      |      |

Mit 59 Einwohnern (Stand 1. Januar 2022) gehört Fraroz zu den kleinsten Gemeinden des Départements Jura. Nachdem die Einwohnerzahl in der ersten Hälfte des 20. Jahrhunderts markant abgenommen hatte (1891 wurden noch 151 Personen gezählt), wurden seit Beginn der 1970er Jahre nur noch geringe Schwankungen verzeichnet.

## Wirtschaft und Infrastruktur
Fraroz war bis weit ins 20. Jahrhundert hinein ein vorwiegend durch die Landwirtschaft, insbesondere Milchwirtschaft und Viehzucht, sowie durch die Forstwirtschaft geprägtes Dorf. Noch heute leben die Bewohner zur Hauptsache von der Tätigkeit im ersten Sektor. Außerhalb des primären Sektors gibt es keine Arbeitsplätze im Dorf. Einige Erwerbstätige sind auch Wegpendler, die in den umliegenden größeren Ortschaften ihrer Arbeit nachgehen.
Die Ortschaft liegt abseits der größeren Durchgangsstraßen an einer Departementsstraße, die von Bief-des-Maisons nach Mignovillard führt. Weitere Straßenverbindungen bestehen mit Cerniébaud und Billecul.